# Witkuiflijstergaai
De witkuiflijstergaai (Garrulax leucolophus) is een zangvogel uit de familie Leiothrichidae.

## Verspreiding en leefgebied
Deze soort komt voor van de Himalaya tot Indochina en telt vier ondersoorten:
- G. l. leucolophus: de Himalaya en zuidoostelijk Tibet.
- G. l. patkaicus: noordoostelijk India, westelijk Myanmar en westelijk Yunnan (zuidwestelijk China).
- G. l. belangeri: van centraal Myanmar tot zuidwestelijk Thailand.
- G. l. diardi: van oostelijk Myanmar en zuidelijk China tot Indochina.

## Status
De grootte van de populatie is niet gekwantificeerd maar de soort wordt omschreven als algemeen. Op de Rode lijst van de IUCN heeft deze soort de status niet bedreigd.